# C/1590 E1
C/1590 E1 ist ein Komet, der im Jahr 1590 mit dem bloßen Auge gesehen werden konnte.

## Entdeckung und Beobachtung
Tycho Brahe entdeckte diesen Kometen am Abend des 5. März 1590 a von seiner Sternwarte Uraniborg und hinterließ wie schon bei den zuvor von ihm beobachteten Kometen umfassende Aufzeichnungen darüber. Er schätzte die Länge des Schweifs auf 7° und verglich die Helligkeit mit der eines Sterns 1. Größe.
Er konnte den Kometen während der nächsten 10 Tage fast an jedem Abend beobachten und fertigte Aufzeichnungen und Skizzen davon an. Der Komet bewegte sich rasch über den Himmel und Brahe konnte durch seine Beobachtungen bestätigen, dass der Schweif immer von der Sonne weg zeigte.
Bis zum 12. März war der Schweif nicht mehr sichtbar und am 16. März erschien der Komet nur noch mit einer runden Koma. Dies deutet darauf hin, dass der ursprünglich eher unscheinbare Komet erst kurz vor seiner Entdeckung einen Helligkeitsausbruch erlebte, und wenige Tage später schon wieder rasch verblasste.
Vielleicht wurde der Komet auch von chinesischen Astronomen beobachtet, aber die Aufzeichnungen darüber sind zweifelhaft. Die letzte Beobachtung erfolgte durch Brahe am Abend des 16. März und er zeichnete ihn ohne Schweif.

## Aberglaube
Wie zu dieser Zeit üblich, wurde der Komet nachträglich mit Katastrophen in Verbindung gebracht, die durch sein Erscheinen angekündigt worden sein sollen: In Österreich gab es große Erdbeben, vier Päpste starben nacheinander innerhalb von 16 Monaten.

## Wissenschaftliche Auswertung
Bereits Tycho Brahe konnte aus seinen Beobachtungen eine Ephemeride des Kometen berechnen. Auch von Jacques de Billy aus Dijon ist ein Manuskript mit der Berechnung einer Ephemeride erhalten. Der erste, der aus Brahes Beobachtungsdaten eine Bestimmung der Bahnelemente vornehmen konnte, war Edmond Halley. Später wurde im 19. Jahrhundert eine erneute Berechnung durch John Russell Hind vorgenommen.

## Umlaufbahn
Für den Kometen konnte aus 32 Beobachtungen über 11 Tage durch Hind eine unsichere parabolische Umlaufbahn bestimmt werden, die um rund 150° gegen die Ekliptik geneigt ist. Seine Bahn steht damit schräg gestellt zu den Bahnebenen der Planeten, er durchläuft seine Bahn gegenläufig (retrograd) zu ihnen. Im sonnennächsten Punkt der Bahn (Perihel), den der Komet am 8. Februar 1590 durchlaufen hat, befand er sich mit etwa 85 Mio. km Sonnenabstand im Bereich zwischen den Umlaufbahnen von Merkur und Venus. Bereits am 19. November 1589 war er in etwa 58 Mio. km Abstand am Mars vorbeigegangen und hatte sich am 29. Januar 1590 dem Merkur bis auf etwa 43 Mio. km genähert. Am 3. März kam der Erde bis auf etwa 37 Mio. km (0,25 AE) ungewöhnlich nahe, was der Grund für seine beobachtete Helligkeit und seine rasche Bewegung über den Himmel war. Am 14. März erfolgte noch ein Vorbeigang an der Venus in etwa 42 Mio. km Abstand.
Durch relativ nahe Vorbeigänge am Saturn im Oktober 1586 und im April 1591 in jeweils etwa 5 ¼ AE, sowie am Jupiter am 27. Februar 1590 in etwa 4 ¾ AE Distanz, wurde die Exzentrizität der Bahn des Kometen um etwa 0,0002 vergrößert. Aufgrund der unsicheren Ausgangsdaten kann aber keine Aussage darüber getroffen werden, auf welcher Bahnform er sich jetzt bewegt, und ob und gegebenenfalls wann der Komet in das innere Sonnensystem zurückkehren könnte.
Die Bahnelemente des Kometen von 1590 besitzen eine signifikante Ähnlichkeit mit denen des Kometen C/1992 J2 (Bradfield). Sie könnten beide einen gemeinsamen Ursprung besitzen.